# Прентіс (Вісконсин)
Прентіс (англ. Prentice) — селище (англ. village) в США, в окрузі Прайс штату Вісконсин. Населення — 563 особи (2020).

## Географія
Прентіс розташований за координатами 45°32′29″ пн. ш. 90°17′34″ зх. д. / 45.54139° пн. ш. 90.29278° зх. д. (45.541267, -90.292810).  За даними Бюро перепису населення США в 2010 році селище мало площу 5,21 км², з яких 5,15 км² — суходіл та 0,06 км² — водойми.

## Демографія
Згідно з переписом 2010 року, у селищі мешкало 660 осіб у 293 домогосподарствах у складі 180 родин. Густота населення становила 127 осіб/км².  Було 340 помешкань (65/км²).
Расовий склад населення:
| - 97,1 % — білих - 0,9 % — корінних американців - 0,9 % — чорних або афроамериканців |

До двох чи більше рас належало 1,1 %. Частка іспаномовних становила 1,1 % від усіх жителів.
За віковим діапазоном населення розподілялося таким чином: 25,6 % — особи молодші 18 років, 57,6 % — особи у віці 18—64 років, 16,8 % — особи у віці 65 років та старші. Медіана віку мешканця становила 39,4 року. На 100 осіб жіночої статі у селищі припадало 84,4 чоловіків;  на 100 жінок у віці від 18 років та старших — 86,7 чоловіків також старших 18 років.
Середній дохід на одне домашнє господарство  становив 45 861 долар США (медіана — 43 024), а середній дохід на одну сім'ю — 59 315 доларів (медіана — 52 143). Медіана доходів становила 45 625 доларів для чоловіків та 40 879 доларів для жінок. За межею бідності перебувало 25,0 % осіб, у тому числі 37,3 % дітей у віці до 18 років та 10,0 % осіб у віці 65 років та старших.
Цивільне працевлаштоване населення становило 315 осіб. Основні галузі зайнятості: виробництво — 24,8 %, публічна адміністрація — 23,8 %, освіта, охорона здоров'я та соціальна допомога — 16,8 %.